# Le Mystère du vase bleu
Le Mystère du vase bleu (The Mystery of the Blue Jar), parfois titrée Le Vase bleu, est une nouvelle fantastique d'Agatha Christie.
Initialement publiée en juillet 1924 dans la revue The Grand Magazine au Royaume-Uni, cette nouvelle a été reprise en recueil en 1933 dans The Hound of Death and Other Stories au Royaume-Uni. Elle a été publiée pour la première fois en France dans le recueil Témoin à charge en 1969.

## Publications
Avant la publication dans un recueil, la nouvelle avait fait l'objet de publications dans des revues :
- en juillet 1924, au Royaume-Uni, dans le no 233 de la revue The Grand Magazine[1] ;
- en 1924, aux États-Unis, dans la revue Metropolitan Magazine ;
- en mai 1944, aux États-Unis, dans le no 16 (vol. 5) de la revue Ellery Queen's Mystery Magazine[2] ;
- en mai 1953, au Royaume-Uni, dans le no 3 (vol. 2) de la revue MacKill’s Mystery Magazine[3].

La nouvelle a ensuite fait partie de nombreux recueils :
- en octobre 1933, au Royaume-Uni, dans The Hound of Death and Other Stories[1] (avec 11 autres nouvelles) ;
- en 1948, aux États-Unis, dans The Witness for the Prosecution and Other Stories[1] (avec 10 autres nouvelles) ;
- en 1969, en France, dans Témoin à charge (avec 7 autres nouvelles) ;
- en 1982, au Royaume-Uni, dans The Agatha Christie Hour (avec 9 autres nouvelles) ;
- en 1983, en France, sous le titre « Le Vase bleu », dans Dix brèves rencontres (adaptation du recueil de 1982).

## Adaptation
- 1982 : Le Mystère du vase bleu (The Mystery of the Blue Jar), 7e épisode de la série télévisée britannique The Agatha Christie Hour.